# Ragone-Diagramm

Ein Ragone-Diagramm einiger Energiespeicher

Ein Ragone-Diagramm (Aussprache [rɑˈgoʊni]) dient zum Vergleich unterschiedlicher Energiespeichertechnologien. In ein kartesisches Koordinatensystem wird die spezifische Leistung (oder Massenleistungsdichte) in Abhängigkeit von der spezifischen Energie (oder massenbezogenen Energiedichte) dargestellt. Durch Division der spezifischen Energie durch die spezifische Leistung ergeben sich die Zeiten für eine vollständige Entladung. Diese Zeiten lassen sich in diagonal verlaufenden Isochronen darstellen.
Das Ragone-Diagramm wurde zuerst benutzt, um die Leistung von Batterien zu vergleichen. Es ist benannt nach David V. Ragone.